# České vysoké učení technické v Praze
České vysoké učení technické v Praze (ČVUT) je česká technická univerzita, sídlící a převážně i působící v Praze. Patří k největším a nejstarším technickým vysokým školám v Evropě. V současné době má ČVUT osm fakult (stavební, strojní, elektrotechnickou, jadernou a fyzikálně inženýrskou, architektury, dopravní, biomedicínského inženýrství a informačních technologií) a studuje na něm přes 19 tisíc studentů.
V akademickém roce 2023/24 má ČVUT akreditováno celkem 502 českých a 352 anglických studijních programů.

## Historie

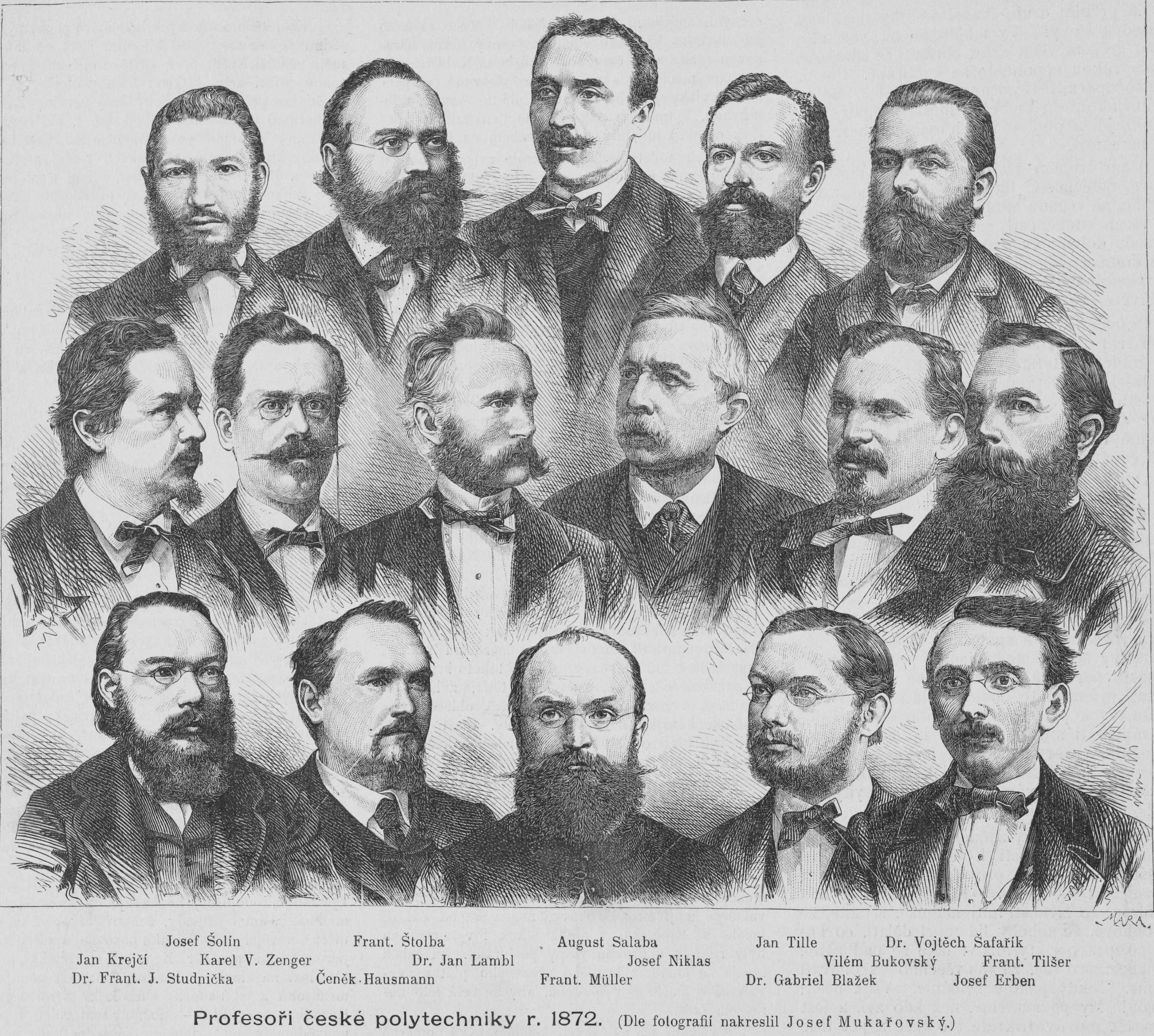
Profesoři české polytechniky r. 1872
Josef Šolín, František Štolba, August Salaba, Jan Tille, Dr. Vojtěch Šafařík
Jan Krejčí, Karel V. Zenger, Dr. Jan Lambl, Josef Niklas, Vilém Bukovský, František Tilšer
Dr. František J. Studnička, Čeněk Hausmann, František Müller, Dr. Gabriel Blažek, Josef Erben

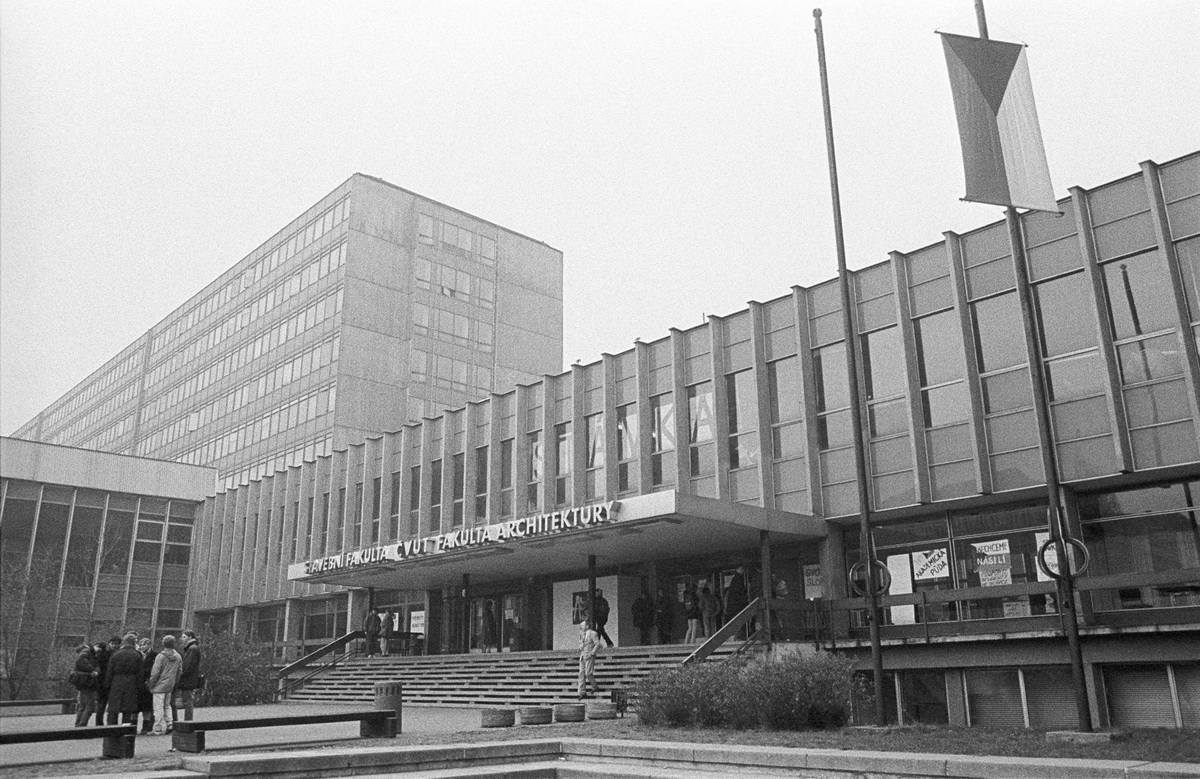
Budova B a C stavební fakulty a fakulty architektury v Praze 6 - Dejvicích ve dnech Sametové revoluce, 21. listopadu 1989

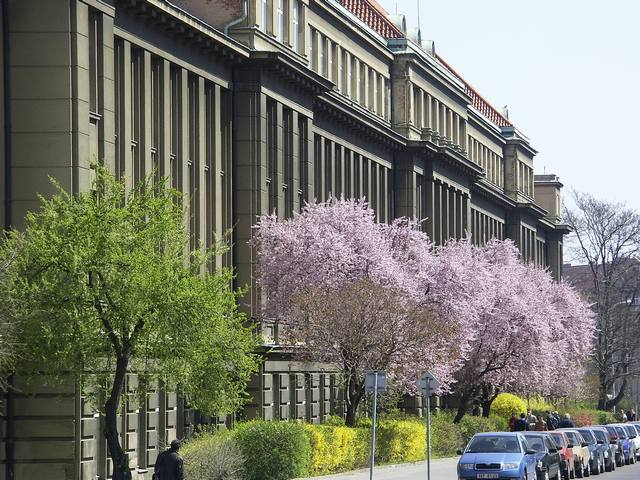
Bývalý rektorát ČVUT, Zikova 4

### Počátky
Roku 1705 požádal Christian Josef Willenberg císaře Leopolda I. o souhlas vyučovat „ingenieurský kunst“. Teprve císařův syn Josef I., který ho na trůnu vystřídal, v roce 1707 reskriptem nařídil českým stavům zajistit v Praze inženýrskou výuku. Z různých důvodů, hlavně nedostatku peněz, k tomu dlouhou dobu nedošlo; v říjnu 1716 tedy Willenberg svou žádost zopakoval (českým stavům i císaři Karlu VI.) a po císařské urgenci byla konečně 9. listopadu 1717 dekretem českých stavů ustanovena Willenbergova profesura, první inženýrská profesura ve střední Evropě. 7. ledna 1718 pak začala výuka.
Zpočátku učil Willenberg ve svém bytě v dnešní Mostecké ulici na Malé Straně pouhých dvanáct studentů – šest svobodných pánů, čtyři rytíře a dva měšťany, každoročně jmenované na návrh zemských stavů – postupně však studentů přibývalo (v roce 1779 jich bylo kolem 200) a výuka se přestěhovala do vhodnějších prostor na Staré Město. Zpočátku byla výuka zaměřena zejména na vojenství (kromě opevňování se vyučovalo zeměměřictví, kartografie, odvodňování či mechanismy zvedání těžkých břemen), což bylo i jednou z hlavních císařových motivací pro zavedení výuky. Výuka v prvním roce trvala jednu hodinu denně, ve druhém roce již dvě.
Nástupcem prof. Willenberga byl Jan Ferdinand Schor, stavitel vodních staveb v povodí Vltavy a autor na škole využívané učebnice matematiky; za jeho vedení se začala vyučovat optika, perspektiva, technické kreslení a geografie. Třetím profesorem byl František Antonín Herget, vrchní zemský stavební ředitel a významný zeměměřič; tehdy se již škola zaměřovala hlavně na civilní inženýrství, zejména stavební.
V září 1776 dala Marie Terezie Hergetovi svolení využívat pro účely výuky Klementinum, v roce 1786 se Stavovská inženýrská škola přestěhovala do budovy bývalého jezuitského Svatováclavského semináře v Dominikánské (dnešní Husově) ulici. V roce 1787 byla škola na základě dekretu císaře Josefa II. spojena s pražskou univerzitou.

### Polytechnika – německá a česká

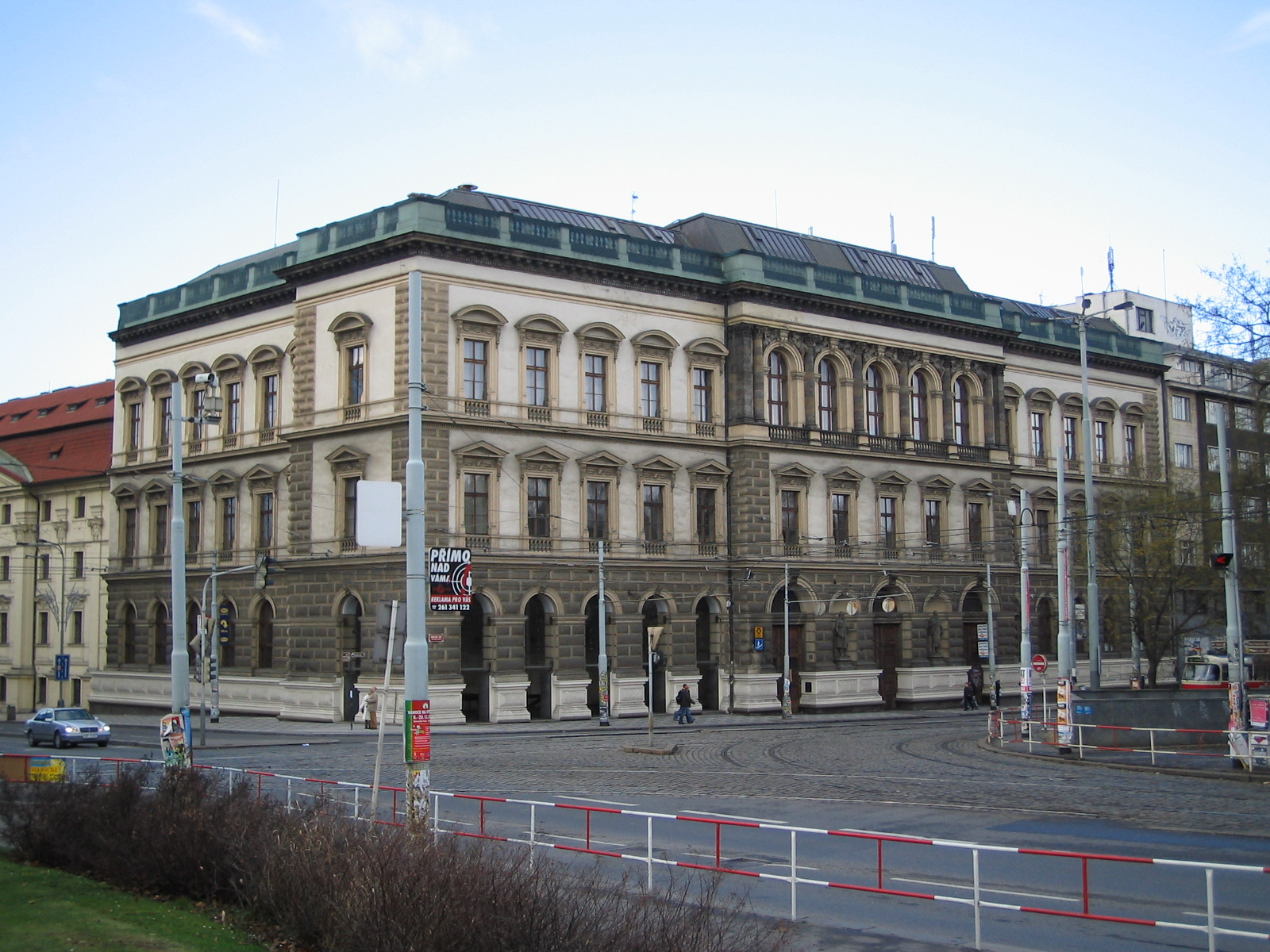
Budova Českého polytechnického ústavu (dnes ČVUT) na Karlově náměstí

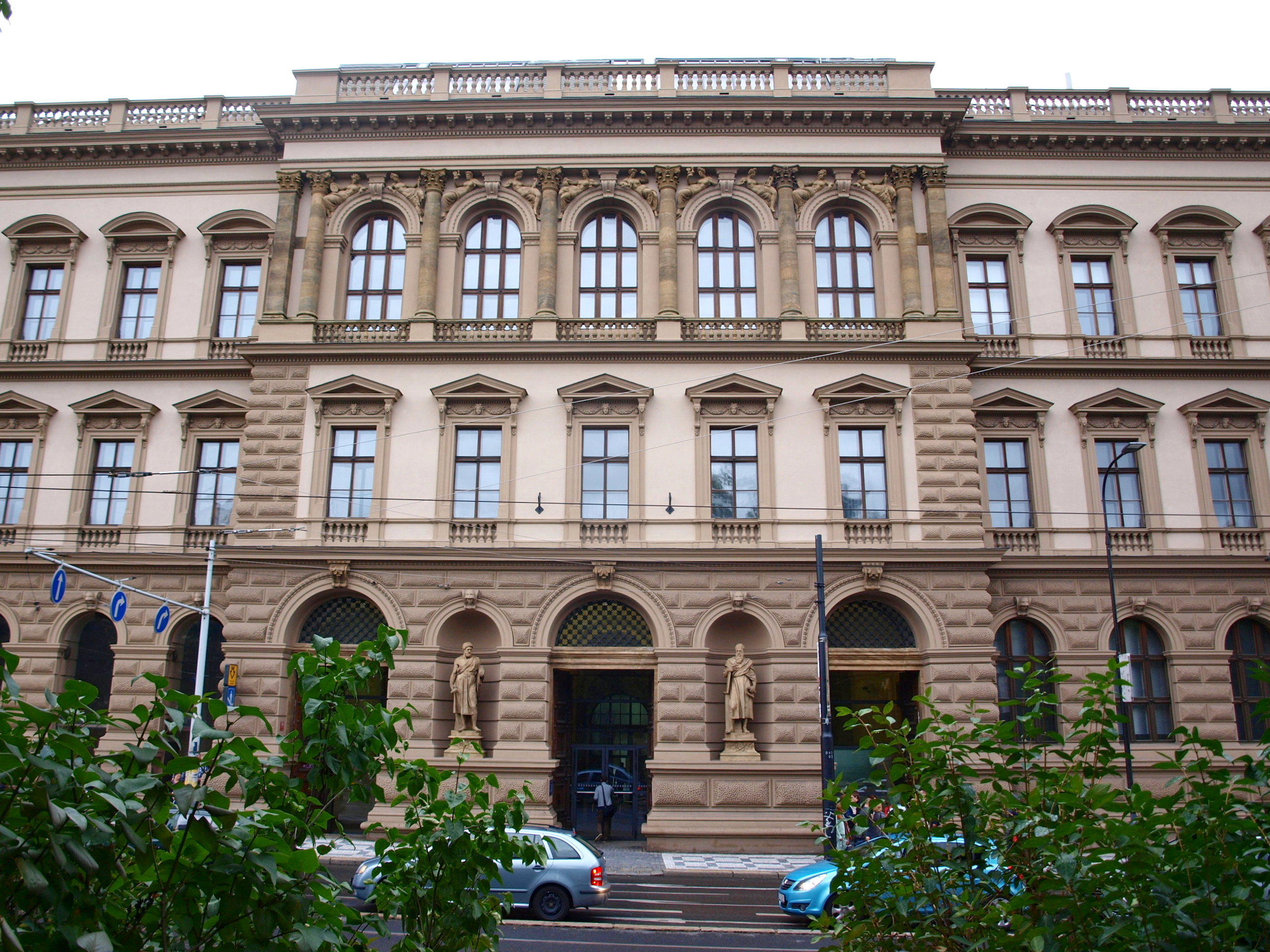
Průčelí budovy Českého polytechnického ústavu na Karlově náměstí

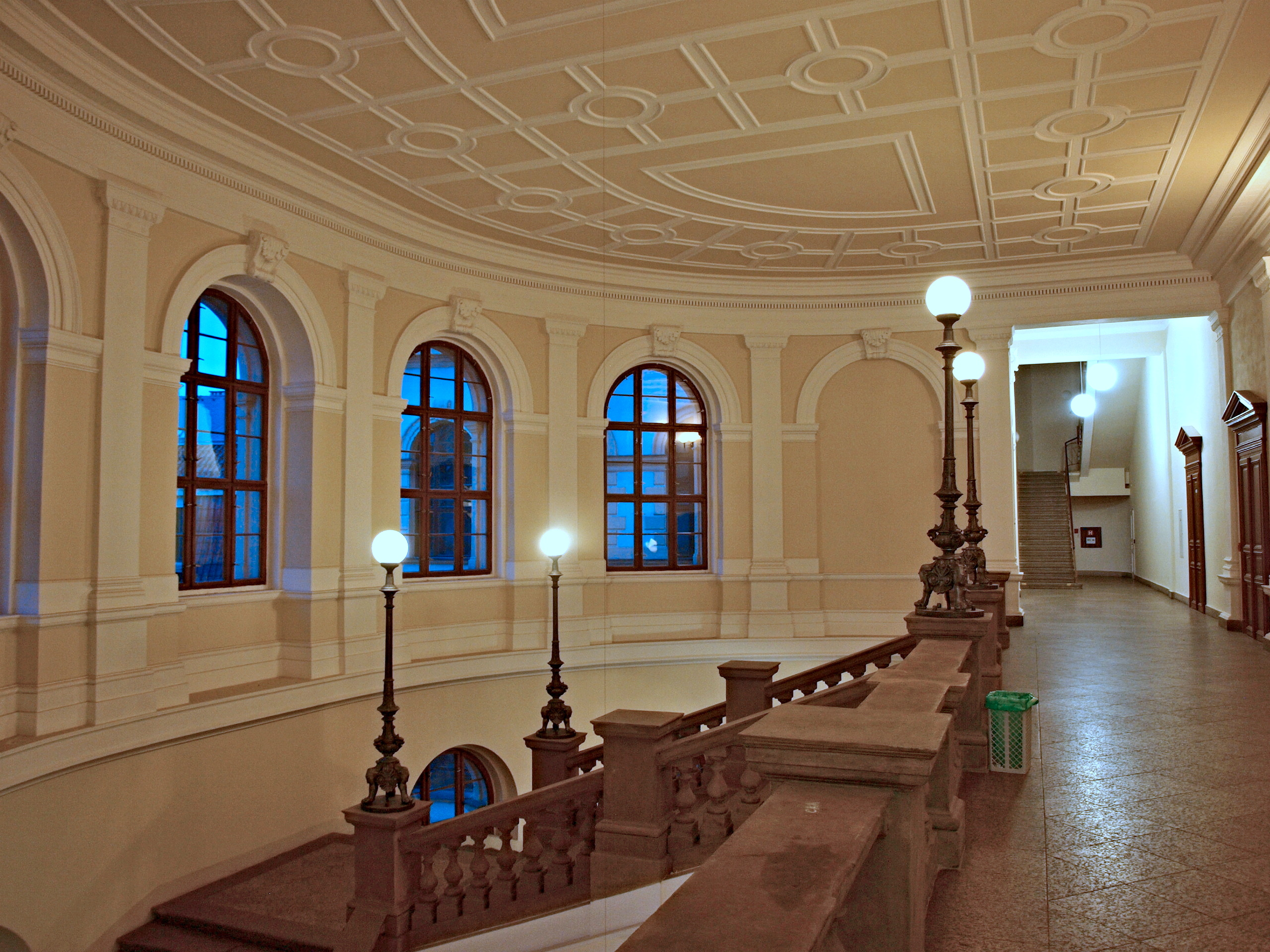
Interiér budovy na Karlově náměstí

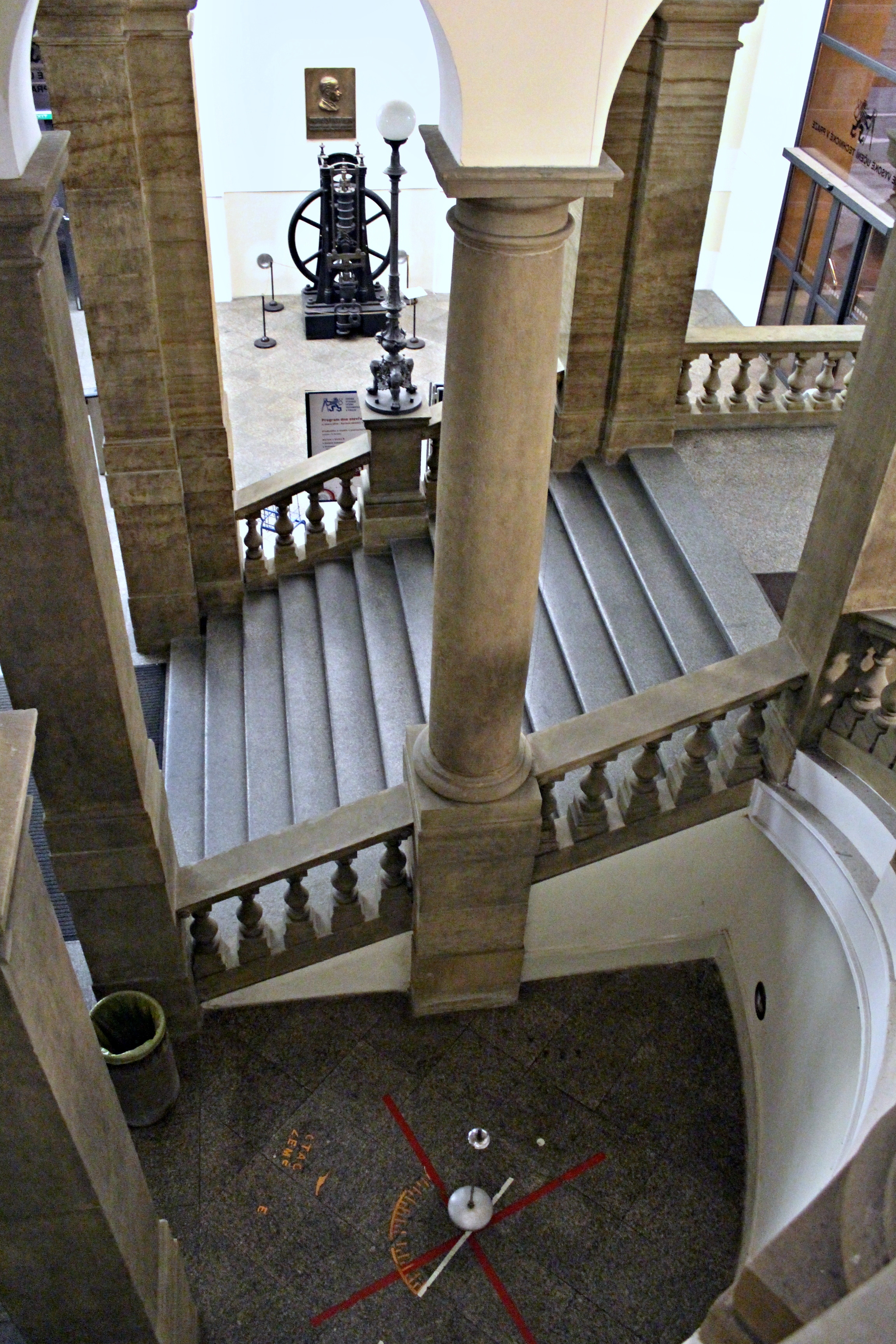
Model Foucaultova kyvadla v budově ČVUT na Karlově náměstí

V roce 1798 vytvořil František Josef Gerstner koncept přetvoření inženýrské stavovské školy na polytechniku. Inspirovala jej nedlouho předtím vzniklá pařížská École polytechnique. Tento návrh v roce 1803 císař František I. schválil, a tak 10. listopadu 1806 zahájila činnost škola Königliche böhmische ständische technische Lehranstalt zu Prag (Královské české stavovské technické učiliště v Praze), čímž se pražská škola stala jedinou institucí svého druhu v celém Rakouském císařství i střední Evropě (jelikož inženýrská akademie ve Vídni mezitím zanikla). Škola však stále oficiálně patřila pod pražskou univerzitu, osamostatnila se až 8. září 1815.
Dne 23. listopadu 1863 schválil císař František Josef I. Organický statut Polytechnického ústavu, čímž byla provedena reforma polytechniky, v rámci které se představitelem školy stal volený rektor. Studenti byli rozděleni do čtyř odborů: pozemní stavitelství, vodní a silniční stavitelství, strojnictví a technická lučba (chemie). Jako vyučovací jazyk rovnoprávný s němčinou byla uznána čeština. Rozpory mezi českou a německou částí profesorského sboru však necelých šest let poté vedly k rozdělení na český a německý ústav (k 8. dubnu 1869). Česká část, zvaná Český polytechnický ústav, se v roce 1874 přestěhovala do nově postavené budovy na Karlově náměstí (architekt Vojtěch Ignác Ullmann).
Roku 1875 byly do té doby zemské ústavy zestátněny. Na základě říšského zákona z roku 1878 směli ti, kteří složili na technice dvě státní zkoušky, používat tehdy ještě stavovské označení inženýr. Od roku 1879 bylo škole dovoleno nazývat se vysokou školou technickou (Česká škola technická). V roce 1901 získala škola říšským zákonem z 13. dubna právo udělovat doktoráty technických věd. V roce 1902 vydal profesorský sbor doporučení přijímat ženy jako řádné posluchačky.
Na počátku 20. století škola využívala rozmachu průmyslu, v roce 1909 měla přes tři tisíce posluchačů. V té době přednášel v budově na Karlově náměstí i profesor T. G. Masaryk a jeho přednáška vyšla i knižně (Student a politika, Praha 1909).
Nebyl to však zdaleka Masarykův první kontakt se školou, neboť tam přednášel již po svém příchodu do Prahy. Jak uvádí dr. Jan Herben dne „15. listopadu 1882 přednášel v sále české techniky na téma: Blaise Pascal, jeho život a filosofie s převažující otázkou náboženskou. Následovalo nesčetně přednášek mimo síně universitní.“

### České vysoké učení technické
Po vytvoření ČSR byla škola výnosem Ministerstva školství a národní osvěty Československé republiky z 1. září 1920 přeorganizována – název se změnil na České vysoké učení technické, místo odborů řízených přednosty byly zavedeny vysoké školy řízené děkany, v čele akademického senátu stál rektor.
ČVUT v roce 1920 tvořilo svazek sedmi vysokých škol:
- inženýrského stavitelství,
- kulturního inženýrství,
- architektury a pozemního stavitelství,
- strojního a elektrotechnického inženýrství,
- zemědělského a lesního inženýrství,
- chemicko-technologického inženýrství,
- speciálních nauk.

Vysoká škola kulturního inženýrství byla v roce 1921 začleněna pod Vysokou školu inženýrského stavitelství, od roku 1929 se plnohodnotnou součástí ČVUT stala Vysoká škola obchodní (pozdější VŠE), do té doby pouze tříletá.
V roce 1921 založil František Klokner při vysoké škole inženýrského stavitelství Výzkumný a zkušební ústav hmot a konstrukcí stavebních.
I ČVUT postihlo násilné uzavření českých vysokých škol za nacistické okupace, od 17. listopadu 1939 do 4. června 1945. Kvůli němu zůstala nedokončena i výstavba budov ČVUT v Dejvicích, započatá roku 1925. Po válce bylo Německé vysoké učení technické v Praze zrušeno Benešovým dekretem 123/1945 Sb. ze dne 18. října 1945 a jeho budovy předány ČVUT.
Nástup komunismu v Československu znamenal pro stovky studentů vyloučení ze studií a velké reorganizační změny všech vysokých škol, v jejichž důsledku se z ČVUT fakticky vydělily některé nové instituce, humanitně orientované části se bud osamostatnily nebo byly včleněny do Univerzity Karlovy, jiné technické fakulty naopak byly začleněny do ČVUT. Jako první byla zrušena Vysoká škola věd hospodářských, tehdy největší fakulta ČVUT, její posluchači však mohli ještě dostudovat do července 1953 nebo přestoupit na nově zřízenou Vysoká škola politických a hospodářských věd v Praze. Roku 1952 byly z ČVUT vyděleny Vysoká škola chemicko-technologická a Vysoká škola zemědělská a zřízena Fakulta ekonomicko-inženýrská (FEI – zrušena roku 1960). V roce 1959 se součástí ČVUT stala Fakulta technické a jaderné fyziky Univerzity Karlovy. V průběhu let 1949–1960 byla univerzita ještě dále přeorganizovávána, vznikla celoškolská pracoviště jako např. katedry vojenské, marxismu-leninismu, branné výchovy (zrušeny roku 1990).
V roce 1957 byl škole udělen Řád republiky.

### Od roku 1960
Po roce 1960 sestávalo ČVUT ze čtyř fakult:
- stavební (architektura, stavební inženýrství),
- strojní,
- elektrotechnická,
- jaderná a fyzikálně inženýrská.

V roce 1976 byla zřízena Fakulta architektury (do té doby část stavební fakulty), v roce 1993 pak Fakulta dopravní. V roce 1995 bylo otevřeno detašované pracoviště FD a FJFI v Děčíně. Ústav biomedicínského inženýrství, založený roku 1996, se k 27. květnu 2005 transformoval na Fakultu biomedicínského inženýrství se sídlem v Kladně. V roce 2009 vznikla Fakulta informačních technologií.

## Organizace
ČVUT má dnes osm fakult, které se dále podle oborů dělí na katedry/ústavy. Výuku nabízí také šest vysokoškolských ústavů. 
Univerzita zahrnuje také celoškolská účelová zařízení a specializovaná pracoviště. V čele školy stojí rektor.

### Fakulty
- Fakulta stavební
- Fakulta strojní
- Fakulta elektrotechnická
- Fakulta jaderná a fyzikálně inženýrská
  - Detašované pracoviště Děčín
- Fakulta architektury
- Fakulta dopravní
  - Detašované pracoviště Děčín
- Fakulta biomedicínského inženýrství
- Fakulta informačních technologií

### Vysokoškolské ústavy
- Masarykův ústav vyšších studií (MÚVS)
- Kloknerův ústav (KÚ)
- Univerzitní centrum energeticky efektivních budov (UCEEB)
- Český institut informatiky, robotiky a kybernetiky (CIIRC)
- Ústav tělesné výchovy a sportu (ÚTVS)
- Ústav technické a experimentální fyziky ČVUT (ÚTEF)

### Ostatní součásti ČVUT
- Výpočetní a informační centrum (VIC)
- Ústřední knihovna ČVUT (ÚK)
- V listopadu 2022 bylo otevřeno Informační centrum v přízemí budovy A Rektorátu ČVUT, Jugoslávských partyzánů 1580/3, Praha 6

### Účelová zařízení
- Rektorát ČVUT
- Správa účelových zařízení (zahrnuje i studentské koleje, menzy, správu Betlémské kaple atd.)
- Česká technika – nakladatelství ČVUT[4]

## Fakulty a VŠ ústavy

### Fakulta stavební
Stavitelství se vyučuje od samotného založení školy v roce 1707, kdy nejstarším samostatným oborem vznikajících polytechnických institucí bylo právě stavitelské a kartografické umění. Fakulta je tak historicky nejstarší a patří počtem studentů i dalšími parametry svého výkonu k největším fakultám ČVUT v Praze. Absolventi se uplatňují napříč nejrůznějšími oblastmi, jako jsou doprava, vodní a lesní hospodářství, energetika, životní prostředí a hygiena, zdravotnictví, zemědělství či průmysl.

### Fakulta strojní
Fakulta strojní ČVUT (FS ČVUT) je nejstarší strojní fakultou v ČR. Její vznik je datován rokem 1864. Na fakultě studuje přes 2400 studentů[kdy?] ve 3 studijních programech bakalářského, 13 programech navazujícího magisterského studia a v 5 programech doktorského studia. Studenti si mohou v rámci uvedených studijních programů vybírat z velké řady oborů od aplikované mechaniky po techniku životního prostředí. V současné době má fakulta 17 ústavů (dříve kateder) a každý rok více než 530 absolventů.
Fakulta se podílí i na činnosti dalších výzkumných center, spolupracuje s AV ČR, Inženýrskou akademií ČR, Asociací výzkumných organizací, Svazem průmyslu a dopravy, Svazem výrobců strojírenské techniky, s řadou velkých, středních i malých průmyslových firem.

### Fakulta elektrotechnická

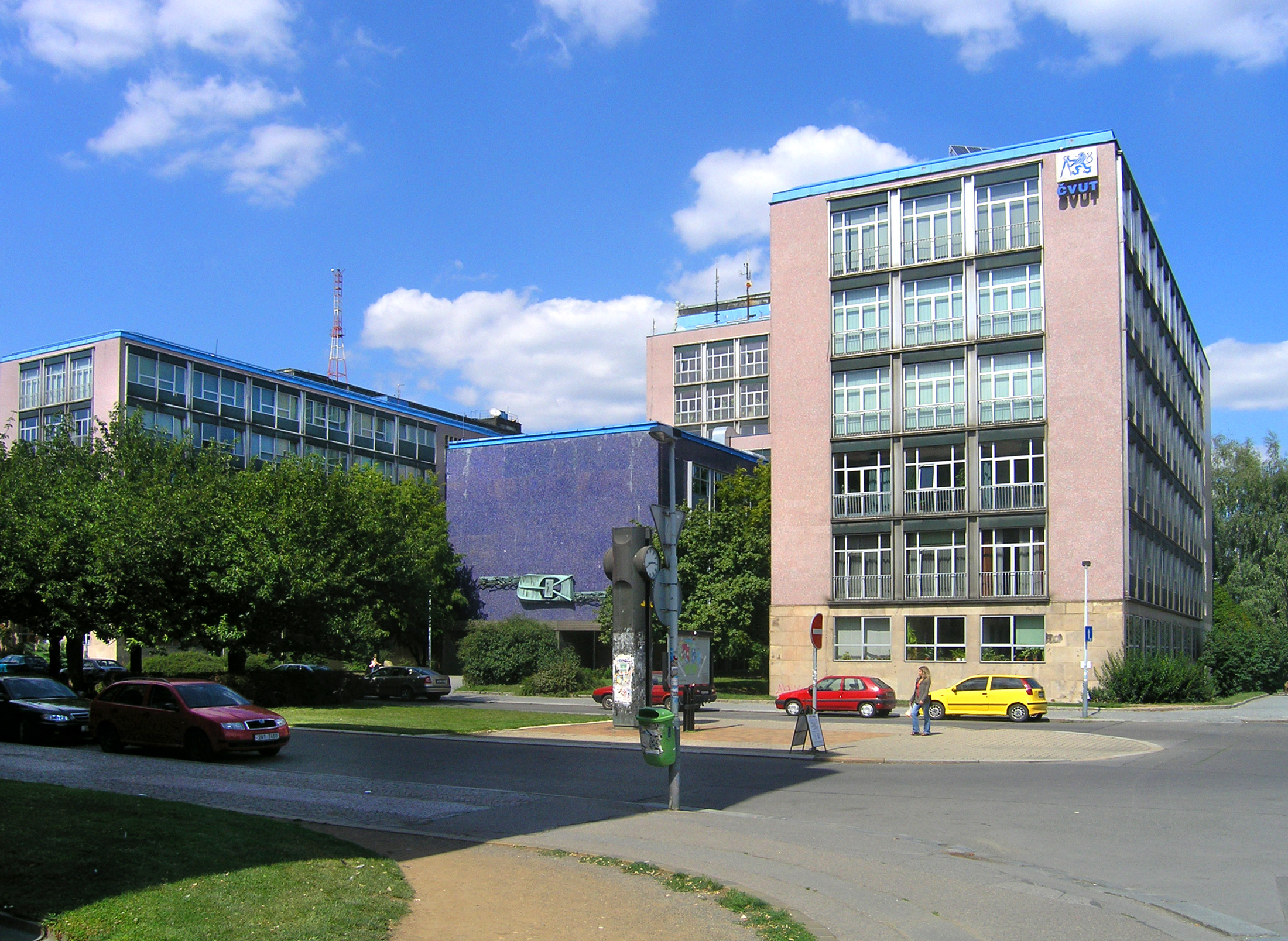
Budova FEL ČVUT v Praze v Dejvicích

Fakulta elektrotechnická je druhou největší fakultou ČVUT. Tradici zde má mimo jiné výuka informatiky, Hospodářské noviny ji označily za nejlepší českou školu v této oblasti za rok 2017.
Studium probíhá v bakalářském, navazujících magisterských a v doktorském stupni. Na fakultě lze studovat programy:
- Elektrotechnika, energetika a management
- Elektronika a komunikace
- Elektrotechnika, elektronika a komunikační technika
- Kybernetika a robotika
- Otevřená informatika
- Otevřené elektronické systémy
- Softwarové inženýrství a technologie
- Inteligentní budovy
- Biomedicínské inženýrství a informatika
- Elektrotechnika a informatika
- Lékařská elektronika a bioinformatika

Velká část předmětů je vyučována i v anglickém jazyce.
Fakulta se dlouhodobě řadí do přední desítky výzkumných institucí v ČR a produkuje přibližně 30 % výzkumných výsledků celého ČVUT. Spolupracuje se špičkovými světovými univerzitami a výzkumnými ústavy i s řadou významných průmyslových, energetických a telekomunikačních společností jako je Škoda Auto, Porsche, T-Mobile či Samsung.
Elektrofakulta je domovem mnoha projektů – například leteckého simulátoru či aplikace cykloplánovač. Tým studentů se také již osmým rokem úspěšně účastní celosvětové konstrukční a závodní soutěže univerzitních týmů Formule Student v kategorii formulí s elektrickým pohonem.

### Fakulta jaderná a fyzikálně inženýrská
Na Fakultě jaderné a fyzikálně inženýrské (FJFI) studuje přibližně 1300 studentů v 10 studijních programech bakalářského a 10 programech magisterského studia a v doktorském studiu. V současné době má fakulta 10 kateder a jejími zdmi prošlo již 5 631 absolventů. Současným děkanem je doc. Václav Čuba.
Fakulta založená původně v rámci čs. jaderného programu v roce 1955 postupně rozšířila svou působnost na široké spektrum matematických, fyzikálních a chemických oborů. Za 60 let svého působení si vydobyla pověst náročné školy, která poskytuje vzdělání vysoké úrovně s hlubokým matematicko-fyzikálním základem a individuálním přístupem ke studentům. Studenti se aktivně podílejí na práci kateder a vědeckých týmů, naučí se nejméně dva světové jazyky, důvěrně se sžijí s výpočetní technikou a jsou schopni orientace v mezioborové problematice. Celá budova je bezbariérová a díky svému technickému vybavení umožňuje studium i zrakově postiženým. Funguje zde Středisko pro podporu studentů se specifickými potřebami ČVUT ELSA, kde handicapovaní získávají nejen technickou podporu studia.
V současnosti se fakulta snaží podporovat nové trendy ve výzkumu a konkurovat zahraničním univerzitám ve vědeckých projektech, čehož jsou ostatně důsledkem nejen kvalitní vysoce impaktované publikace, ale i celá řada mezinárodních ocenění pro pracovníky nebo studenty FJFI. Samozřejmostí je spolupráce s mezinárodními institucemi a velkými firmami, například ve spolupráci s ČEZ fakulta zajišťuje provoz a organizuje využití školního jaderného reaktoru VR-1 VRABEC. Jedná se o unikátní zařízení v celém rezortu školství. Výuky na lehkovodním reaktoru bazénového typu se kromě kmenových posluchačů FJFI v různé míře účastní i studenti zhruba 12 fakult v ČR a mnoho studentů ze zahraničních univerzit. Na exkurze s ukázkou provozu jezdí také stále větší počet středních škol, například v rámci Dne na Jaderce. Kromě štěpného reaktoru fakulta spravuje unikátní pokusný reaktor pro zvládnutí řízené termojaderné fúze, tokamak GOLEM, který získala roku 2007 ve spolupráci s AV ČR.

### Fakulta architektury
Fakulta architektury (FA) ČVUT v Praze je největší institucí v ČR, která poskytuje vysokoškolské vzdělání ve studijních programech Architektura a urbanismus, Krajinářská architektura a Design. Fakultu sídlící v Nové budově ČVUT v akademickém roce 2020/2021 studovalo v bakalářském cyklu 1009 studentů. V navazujícím magisterském studiu studovalo 548 studentů, z toho 61 zahraničních. V doktorském programu bylo 157 studentů.
Výuka architektury na Českém vysokém učení technickém má hlubokou tradici se základy v samých počátcích existence Stavovské inženýrské školy (1707) a pražské polytechniky (1803–1920), kdy se na výuce podílela řada vynikajících českých architektů jako např. J. Fischer, Josef Zítek a Josef Schulz nebo Antonín Balšánek, Josef Fanta a Jan Koula. Od roku 1920 byla Vysoká škola architektury a pozemního stavitelství (od roku 1950 fakulta) jednou ze sedmi vysokých škol ČVUT až do roku 1960, kdy sloučením několika fakult vznikla Fakulta stavební. Samostatná existence Fakulty architektury se obnovila v roce 1976 a studijní směr Pozemní stavitelství zůstal součástí Fakulty stavební.
Po sametové revoluci v roce 1989 došlo k výrazným změnám v organizaci i struktuře studia. Dosavadní klasický systém typologicky rozdělených kateder nahradil systém ústavů, jenž je volnější, založený na kombinaci znalostní výuky s tvorbou ve „vertikálním ateliéru“, v nichž vedle sebe pracují na různých typech projektů studenti druhého až pátého ročníku. Ateliéry vedou zkušení praktici, přední architekti, urbanisté a designéři z ČR i zahraničí. V roce 2019/2020 probíhala na FA ČVUT výuka ve 44 vertikálních ateliérech pro studenty od 2. ročníku bakalářského studia a 20 ateliérech ZAN (základů architektonického navrhování) pro studenty 1. ročníků.
Projekty studentů Fakulty architektury nezůstávají jen na papíře. Energeticky soběstačný dům AIR House, se kterým se tým studentů ČVUT zúčastnil mezinárodní soutěže Solar Decathlon pořádané Ministerstvem energetiky Spojených států (Department of Energy – DOE), donedávna fungoval jako informační centrum ČVUT v Kampusu Dejvice. Laboratoř ticha, audiovizuální instalaci navrženou pro český pavilon Světové výstavy EXPO 2015, lze navštívit v Národním zemědělském muzeu v Praze. V Krkonoších lze přečkat nepříznivé počasí v několika útulnách, při výletech přejít přes lávky a v Libčicích nad Vltavou se lze kochat výhledem do krajiny z vyhlídkové rozhledny. Všechny tyto stavby navrhli a postavili studenti Fakulty architektury ČVUT. Jedná se o tzv. design-build projekty, tedy výuku „navrhni a postav“, jež umožňuje studentům stavbu vymyslet i vlastníma rukama realizovat. Tato alternativa ke standardnímu vyučování má tradici na předních světových architektonických školách, na ČVUT se jí věnuje Ústav navrhování II.

### Fakulta dopravní
Fakulta dopravní má systém projektově orientované výuky, studenti tak od 4. semestru pracují na konkrétních projektech úzce spjatých s praxí. V rámci této výuky se řeší aktuální témata a problematiky z oboru dopravy a telekomunikací. Tento unikátní systém studia dává studentům možnost vybrat si svou specializací až po absolvování 1,5 roku všeobecného studia. V současné době na fakultě studuje 1012 studentů ať už v bakalářském, magisterském či doktorském studijním programu. Fakulta má i detašované pracoviště v Děčíně s plnohodnotnou výukou.
Fakulta dopravní za svou 25letou existenci vybudovala mnoho vědecko-výzkumných pracovišť, na kterých projektová výuka probíhá, díky kterým je úzce spjata s praxí a podílí se na řešení řady grantových i komerčních projektů.
Například na modelu v Dopravním sále lze bez rizika negativních dopadů na skutečný provoz nacvičovat technologii řízení železniční dopravy, řešení mimořádných situací, poruchových stavů apod. Dalším z více než 100 studentských projektů je například projekt MOTOSTUDENT, kdy studenti vyvíjí motocykl vlastní konstrukce a zúčastní se s ním mezinárodního klání studentských týmů z celého světa.
V oblasti zahraniční spolupráce na poli studia je fakulta unikátní především svými dual-degree studijními programy, ať už ve spolupráci s evropskými univerzitami, tak i s americkou univerzitou UTEP ve studijním programu SMART CITIES. Absolventi těchto dual-degree studijních programů získávají závěrečné akademické tituly z obou univerzit.

### Fakulta biomedicínského inženýrství
Fakulta biomedicínského inženýrství je jedinou veřejnou vysokou školou ve Středočeském kraji se sídlem v Kladně a druhou nejmladší fakultou Českého vysokého učení technického v Praze. Složení studijních oborů, charakter výuky i zaměření vědecké a výzkumné činnosti vycházejí z interdisciplinárního charakteru školy, zahrnujícího spojení techniky, biologie i medicíny, s důrazem na praktickou výuku. V současné době na FBMI studuje ve všech formách studia (v některých oborech také v jazycích anglickém a ruském) téměř 2 000 studentů. Fakulta nabízí 9 bakalářských studijních oborů, 4 navazující magisterské a 2 doktorské studijní obory. Za třináct let svého působení vychovala téměř 1 600 absolventů bakalářského studia, téměř 1 000 absolventů magisterského studia a 27 absolventů doktorského studia.
FBMI disponuje laboratorním vybavením pro experimentální výuku a výzkum v mnoha oblastech, čítající na 30 specializovaných laboratoří, včetně těch, které simulují prostředí vybraných oddělení urgentní medicíny a intenzivní péče v nemocnicích, což lze v rámci ČR považovat v oblasti biomedicínského inženýrství za unikátní. K unikátním oblastem vědy patří i výzkum nanotechnologií pro zdravotnictví a senzorika pro biomedicínu, dále oblast biometrických systémů spojená se snímáním, zpracováním, přenosem, archivací biologických signálů, nacházející uplatnění také v medicíně katastrof, nebo výzkum interakce XUV záření s biologickými objekty. Unikátní výsledky dosahuje fakulta v oblasti nekonvenční umělé plicní ventilace, ve výzkumu kvantifikace rehabilitačního procesu, ve vyhodnocování polohy těla i končetin a očí. Fakulta zavádí metody Health Technology Assessment v ČR.
Fakulta vytváří širokou výukovou základnu pro budoucí biomedicínské techniky a biomedicínské inženýry zahrnující kompletní unikátní soubor testerů bezpečnosti zdravotnických elektrických přístrojů od předních světových výrobců, analyzátorů a simulátorů vybraných fyziologických subsystémů, či parametrů a v neposlední řadě též reálným modelem řídicího a monitorovacího systému MEDICS pro elektrické rozvody v nemocničních zařízeních.
Zajišťuje zázemí pro pacientskou simulaci s využitím prostředků zdravotnické techniky a pro výuku biomedicínské informatiky včetně možnosti si vyzkoušet v různých rolích nejčastěji používané nemocniční informační systémy v nemocničních zařízeních v Česku.

### Fakulta informačních technologií
Fakulta informačních technologií je nejmladší fakultou ČVUT, vznikla 1. července 2009 a sídlí spolu s Fakultou architektury v Nové budově ČVUT. Fakulta zaměstnává celkem 131 akademiků.
V akademickém roce 2019/2020 studovalo na fakultě 2164 studentů v 6 bakalářských oborech a 9 magisterských specializacích včetně jednoho doktorského programu.
Fakulta má k dispozici 18 laboratoří a odborné pracoviště, jako je laboratoř etického hackování, laboratoř otevřených dat, laboratoř 3D tisku, síťová multimediální laboratoř SAGElab atd.
Fakulta každoročně pořádá významné konference, např. LinuxDays (mezinárodní komunitní konference týkající se zejména svobodného softwaru), P2D2 (mezinárodní vývojářská konference, která se zabývá relačním a open-source databázovým strojem PostgreSQL), The Prague Stringology Conference (vědecká konference z oblastí stringologie, překladačů, komprese dat, arbologie a konečných automatů), LawFIT (zabývá se právem v IT oblasti), ARCS (nejvýznamnější evropská vědecká konference o počítačových architekturách a operačních systémech) a mnoho dalších.

### Masarykův ústav vyšších studií
Hlavními oblastmi vzdělávání Masarykova ústavu vyšších studií jsou ekonomické a manažerské vzdělávání, inženýrská pedagogika a jazyková příprava. V tomto směru se MÚVS snaží obsáhnout kompletní portfolio vysokoškolských vzdělávacích programů, které propojují technické předměty s předměty humanitními a ekonomickými a doplňují tak široké spektrum technických oborů na ČVUT v Praze. Aktuálně (2017/18) zde studuje více než 1300 studentů v bakalářských, navazujících magisterských a doktorských studijních programech. Paralelně MÚVS nabízí výukové programy v rámci celoživotního vzdělávání, určené zejména absolventům českých a zahraničních vysokých škol, realizované formou studia při zaměstnání či krátkodobých kurzů. Kromě pedagogické činnosti se akademičtí pracovníci ústavu věnují základnímu a aplikovanému výzkumu. Jde především o výzkum v oblasti řízení podniku a financí podniku, ekonomie, rozhodování a strategického řízení, marketingu, strategické prostorové plánování, rozvoj měst a obcí, řízení ve veřejné správě, psychologie, sociologie a pedagogiky, historie techniky a průmyslového dědictví.

### Kloknerův ústav
Kloknerův ústav je samostatným pracovištěm Českého vysokého učení technického v Praze. Byl založen na ČVUT profesorem Františkem Kloknerem v roce 1921 pod názvem „Výzkumný a zkušební ústav hmot a konstrukcí stavebních“. Činnost a výsledky dosažené v posledním období prokazují významné postavení ústavu jak v rámci ČR, tak i ve světě zejména v oblastech diagnostiky, monitorování a hodnocení konstrukcí nebo výzkumu nových materiálů. Ústav má čtyři odborná oddělení (oddělení spolehlivosti, stavebních materiálů, mechaniky a experimentální) a akreditovanou laboratoř. Od roku 1986 je soudně-znaleckým pracovištěm v oboru stavebnictví.

### Univerzitní centrum energeticky efektivních budov
UCEEB vzniklo v roce 2010 jako samostatný vysokoškolský ústav ČVUT v Praze za podpory Evropského fondu pro regionální rozvoj a státního rozpočtu ČR. Budova v Buštěhradě byla slavnostně otevřena 15. 5. 2014. Na vzniku centra se podílely čtyři fakulty – stavební, strojní, elektrotechnická a biomedicíny. Společně sestavily pět výzkumných programů, pro jejichž zajištění se ČVUT v Praze podařilo získat účelové finanční prostředky z operačního programu Věda a výzkum pro inovace, řízeným MŠMT ČR.
UCEEB se soustředí se zejména na budovy a jejich nové technologie. Přináší inovace z výzkumu do praxe, spolupracuje na jejich vzniku a nezávisle ověřuje kvalitu technologií. Pracuje v týmech napříč obory. Jednou z priorit univerzitního centra je propojovat vědu s průmyslem a spolupracovat na významných evropských a světových projektech.

### Český institut informatiky, robotiky a kybernetiky
Český institut informatiky, robotiky a kybernetiky (anglicky Czech Institute of Informatics, Robotics, and Cybernetics, zkratkou CIIRC) je součástí Českého vysokého učení technického v Praze, založen byl 1. července 2013. Český institut informatiky, robotiky a kybernetiky je moderní vědecko-výzkumný ústav Českého vysokého učení technického (CIIRC ČVUT), který spojuje excelentní výzkumné týmy, mladé talenty a unikátní know-how s cílem posouvat technologické hranice a navázat na to nejlepší z tradic českého technického vzdělávání. Těžiště výzkumné práce CIIRC ČVUT se zaměřuje na čtyři základní pilíře: průmysl, energetiku, chytrá města a zdravou společnost, a to jak v základním, tak aplikovaném výzkumu. Transfer technologií z akademické sféry do praxe představuje důležitý závazek.
Oblast odborného zájmu CIIRC ČVUT je široká: zahrnuje umělou inteligenci, robotiku, automatické řízení a optimalizaci, počítačovou grafiku, počítačové vidění a strojové učení, automatické rozhodování, návrh softwarových systémů a výpočetních prostředků, návrh rozhodovacích a diagnostických systémů a jejich aplikace v medicíně, distribuované systémy rozhodování, průmyslovou diagnostiku, telematiku i návrh uživatelsky příjemných a výhodných řešení pro občany.
CIIRC ČVUT byl založen v roce 2013 tehdejším rektorem Havlíčkem a jeho prvním ředitelem se stal prof. Vladimír Mařík, který v nyní působí jako vědecký ředitel institutu.
CIIRC ČVUT je dynamicky se rozvíjející a rostoucí instituce, která v roce 2023 zaměstnává okolo 340 zaměstnanců, především výzkumných pracovníků, kteří se soustřeďují v 8 výzkumných odděleních a dále v tzv. centrech transferu – Testbedu pro Průmysl 4.0, Národním centru Průmyslu 4.0, Centru města budoucnosti a mezinárodním centru excelence RICAIP.
Institut sídlí v nové moderní budově, která byla dokončena v roce 2017 a je součástí rozsáhlého kampusu Dejvice. V budově je dostatek prostoru pro konání veřejných akcí jako jsou konference, školení či dny otevřených dveří. Prosklené atrium je přístupné veřejnosti a je využíváno i jako galerie. Propojení veřejného a výzkumného prostoru stejně jako zapojení veřejnosti do aktivit CIIRC je nedílnou součástí působení CIIRC ČVUT.

### Ústav tělesné výchovy a sportu
Hlavním cílem Ústavu tělesné výchovy a sportu ČVUT ÚTVS je zlepšení kvality životního stylu co nejvyššího počtu studentů a akademických pracovníků prostřednictvím pravidelně prováděných sportovních aktivit. Současně spravuje a provozuje tělovýchovná zařízení ČVUT: sportovní haly, víceúčelové tělocvičny, posilovny, lezecké stěny, lukostřelecké střelnice, tenisové kurty atp.
Ústav zajišťuje semestrální výuku TV na fakultách ČVUT, organizaci zimních a letních výcvikových kurzů v ČR i zahraničí, jednorázové sportovní akce pro studenty a zaměstnance a v neposlední řadě sportovní reprezentaci ČVUT na sportovních přeborech VŠ v ČR, Českých akademických hrách (ČAH) a mezinárodních sportovních akcích. Týdně učí okolo 9 000 studentů a nabízí přibližně 40 různých pohybových aktivit.

### Ústav technické a experimentální fyziky
ÚTEF byl založen v roce 2002 jako vědecko-pedagogická součást ČVUT, která se zabývá fyzikou mikrosvěta a jejími aplikacemi. ÚTEF spolupracuje jak s mezinárodními partnery, např. CERN, ESA, JINR, Univerzita v Montrealu, a dalšími kolegy z Itálie, Švýcarska, Německa, Japonska, Jižní Koreji, Chile, atd., tak i s partnery v ČR (3. lékařská fakulta UK, Fakulta dopravní, Fakulta biomedicínského inženýrství). Zároveň buduje vlastní výzkumné infrastruktury (laboratoř urychlovače Van de Graaff, podzemní laboratoř LSM, Centrální detektorová a analytická laboratoř).
Program ústavu je zaměřen především na aplikace detektorové techniky ve vesmíru a v podzemních laboratořích, dále na vědecké projekty na urychlovači LHC v CERN, na projekty detekce temné hmoty ve vesmíru a kosmického záření, na neutrinovou fyziku, strukturu atomových jader a jaderné reakce, na astročásticovou fyziku a na teoretickou fyziku.
Ústav organizuje mezinárodní vědecké konference, kolaborační meetingy, školy a workshopy jako např. ANIMMA, MEDEX, Pontecorvo Neutrino Physics School, EuCAPT workshop, atd. Ústav je školícím pracovištěm pro odbornou část doktorandského studia našich i zahraničních studentů a také pro stáže v rámci programu IAESTE. ÚTEF pořádá Univerzitu třetího věku, odborná školení práce s pixelovými detektory pro učitele fyziky a letní stáže pro výherce středoškolských fyzikálních olympiád.

## Mezinárodní spolupráce
ČVUT v Praze je v současné době na následujících pozicích podle žebříčku QS World University Rankings: V celosvětovém žebříčku QS World University Rankings je ČVUT na 454. místě a na 12. pozici v regionálním hodnocení „Emerging Europe and Central Asia“. V rámci hodnocení pro „Engineering – Civil and Structural" je ČVUT mezi 151.–200. místem, v oblasti „Engineering – Mechanical“ na 201.–250. místě, u „Engineering – Electrical“ na 201. až 250. pozici. V oblasti „Physics and Astronomy“ na 201. až 250. místě, „Natural Sciences“ jsou na 280. příčce. V oblasti „Computer Science and Information Systems" je na 201.–250. místě, v oblasti „Material Sciences“ na 201. až 250. místě, v oblasti „Mathematics“ na 251.-300. místě a v oblasti „Engineering and Technology“ je ČVUT na 190. místě. 
Od roku 2020 je ČVUT členem aliance prestižních technických univerzit EuroTeQ. Ta představuje zajímavou a přínosnou příležitost pro studenty, vědecké pracovníky i zaměstnance zapojit se do projektu, který si klade za ambici posunout kvalitu vysokého školství na vyšší úroveň. Dalšími členy skupiny EuroTeQ jsou Technical University of Munich, Technical University of Denmark, Technical University of Eindhoven, École Polytechnique – L´X, Tallinn University of Technology, École polytechnique fédérale de Lausanne a Technion Israel Institute of Technology. Více na www.cvut.cz.

### Studium a praxe studentů ČVUT vzahraničí
ČVUT se snaží uzavírat smlouvy o spolupráci především s univerzitami z první pětistovky mezinárodně uznávaného žebříčku QS World University Rankings. V současné době má platné dvoustranné dohody se 72 zahraničními institucemi, z čehož 9 je z prestižní skupiny univerzit do stého místa v žebříčku (Nanyang Technological University, Purdue University, Politecnico di Milano, Katolická univerzita v Lovani, TU Mnichov, TU Delft, TU Vídeň, KTH Stockholm, National University of Singapore). V posledních třech letech se ČVUT podařilo navázat kontakty a následně uzavřít bilaterální dohody například s izraelským TECHNIONEM (Israel Institute of Technology) z Haify, s jihoafrickou Stellenbosch University, s australskými University of South Australia v Adelaide a Queensland University of Technology v Brisbane, s korejskými Kyungpook National University v Tegu a se univerzitou Sŏnggjungwan v Soulu.
V rámci bilaterálních smluv probíhají výměny zejména s mimoevropskými univerzitami v Severní, Střední i Jižní Americe, v Asii a Austrálii. Nejvyšší zájem studentů je o země jako jsou Kanada, Austrálie, Singapur, USA a Japonsko (seřazeno od zemí, o které je nejvyšší zájem). Každoročně vyjíždějí studenti rovněž do dalších atraktivních destinací, jako jsou Argentina, Brazílie, Čína, Hong Kong, Indie, Indonésie, Jihoafrická republika, Jižní Korea, Kostarika, Mexiko, Nový Zéland, Peru, Ruska a Tchaj-wan.
V rámci programu Erasmus směřuje přes 50 % studentů na studijní pobyty do 4 zemí – Francie, Německa, Velké Británie a Španělska (odkud také do Česka přijíždí nejvíce studentů). Každoročně kolem 700 studentů ČVUT pobývá 1–2 semestry v zahraničí na partnerských univerzitách.[zdroj?]

#### Dvojí diplom
V současné době má ČVUT 25 platných dohod o společných diplomech, především na Fakultě stavební. Dále programy na získání společného diplomu nabízí Fakulta elektrotechnická, Fakulta dopravní, Fakulta strojní a Fakulta biomedicínského inženýrství.
Z partnerských zahraničních univerzit jmenujme alespoň ty nejvýznamnější: Padovská univerzita, Katalánská polytechnika, École nationale des ponts et chaussées, École Centrale de Nantes, RWTH Aachen, TU Mnichov, Trinity College Dublin, Universita v Coimbře, Tomská polytechnická univerzita, University of Linköping, University of Texas at El Paso, National Tsing Hua University.

### Zahraniční studenti
České vysoké učení technické v Praze nabízí 54 studijních programů v anglickém a ruském jazyce, a to v bakalářském, magisterském i doktorském studiu.
V současné době svůj akademický život na ČVUT tráví více než 3 710 zahraničních studentů ze 108 zemí světa. Z nich kolem 1000 jich každý rok přijíždí na výměnné programy. Ze statistik vyplývá, že každý čtvrtý student ČVUT pochází ze zahraničí.
V roce 2020 byl jejich počet 468. Pokles oproti předchozímu roku byl způsobený restrikcemi kvůli koronaviru. Pocházejí z více než 80 zemí, nejvyšší zastoupení mají studenti z Indie, Číny, Turecka, Ruska a  Kazachstánu (22). Nejvíce z nich studuje momentálně na Fakultě strojní, Fakultě Elektrotechnické a na Fakultě informačních studií. Studium probíhá v malých studijních skupinách, což přispívá k individuálnímu přístupu ke studentům. Hlavním důvodem studentů pro studium v Praze jsou relativně nižší náklady na život v porovnání s jinými zeměmi, v kombinaci s kvalitní výukou a výzkumem, a uplatnění na trhu práce po úspěšném absolvování daného programu. Za úspěšnými náborovými aktivitami stojí především centralizovaný projekt Study in Prague, který se od roku 2014 zaměřuje na propagaci pražských veřejných vysokých škol a jejich programy v cizích jazycích.
V dubnu 2012 ČVUT spustilo web studyatctu.com, kde uchazeči najdou kompletní informace. Zájemci o studium na ČVUT je poskytnuta veškerá péče od prvních kroků nejen na úrovni studijních informací, ale také problémů souvisejících se životem v cizí zemi. Od vždy aktuálních informací o možnostech studia v anglickém jazyce, procesu výběrového konání, získaní víz, nostrifikace předešlého studia, ubytování, informace o životních nákladech, až po kulturní život v Praze a možnosti cestování. Se svými dotazy se mohou obrátit na tzv. studentské ambasadory (Study at CTU Ambassadors), Student Advisora na e-mail, Skype nebo na Facebooku/Instagramu prakticky nonstop.
Na pozitivní zkušenosti se získáváním zahraničních studentů-samoplátců navazuje od roku 2015 projekt Study in Prague, koordinovaný prostřednictvím ČVUT, sdružující sedm významných pražských veřejných vysokých škol. Kromě ČVUT jsou členy Univerzita Karlova, VŠCHT, VŠE, ČZU, AMU a UMPRUM. Cílem je představit Prahu jako atraktivní místo ke studiu, nabízející úplnou škálu studijních programů v angličtině a pestrý studentský život. Tento projekt přispívá k dalšímu nárůstu studentů-samoplátců na všech zapojených univerzitách.
Významnou roli při péči o zahraniční studenty sehrává na škole působící International Student Club (ISC). Ten například organizuje tzv. buddy program, v němž čeští studenti pomáhají studentům ze zahraničí překonávat počáteční kulturní rozdíly prostřednictvím pestré nabídky mimoškolních aktivit (mj. prezentace zahraničních škol, jazykové kurzy typu student učí studenty, exkurze, sport a výlety). Zároveň pomáhají českým studentům ke zvyšování jazykových znalostí a získávání zahraničních přátel).
Výsledkem dobré práce se zahraničními studenty je i fakt, že v současné době většina dotázaných studentů samoplátců (80%) označuje ČVUT jako první alternativu při svém výběru univerzitního studia.

## Ubytování a stravování studentů

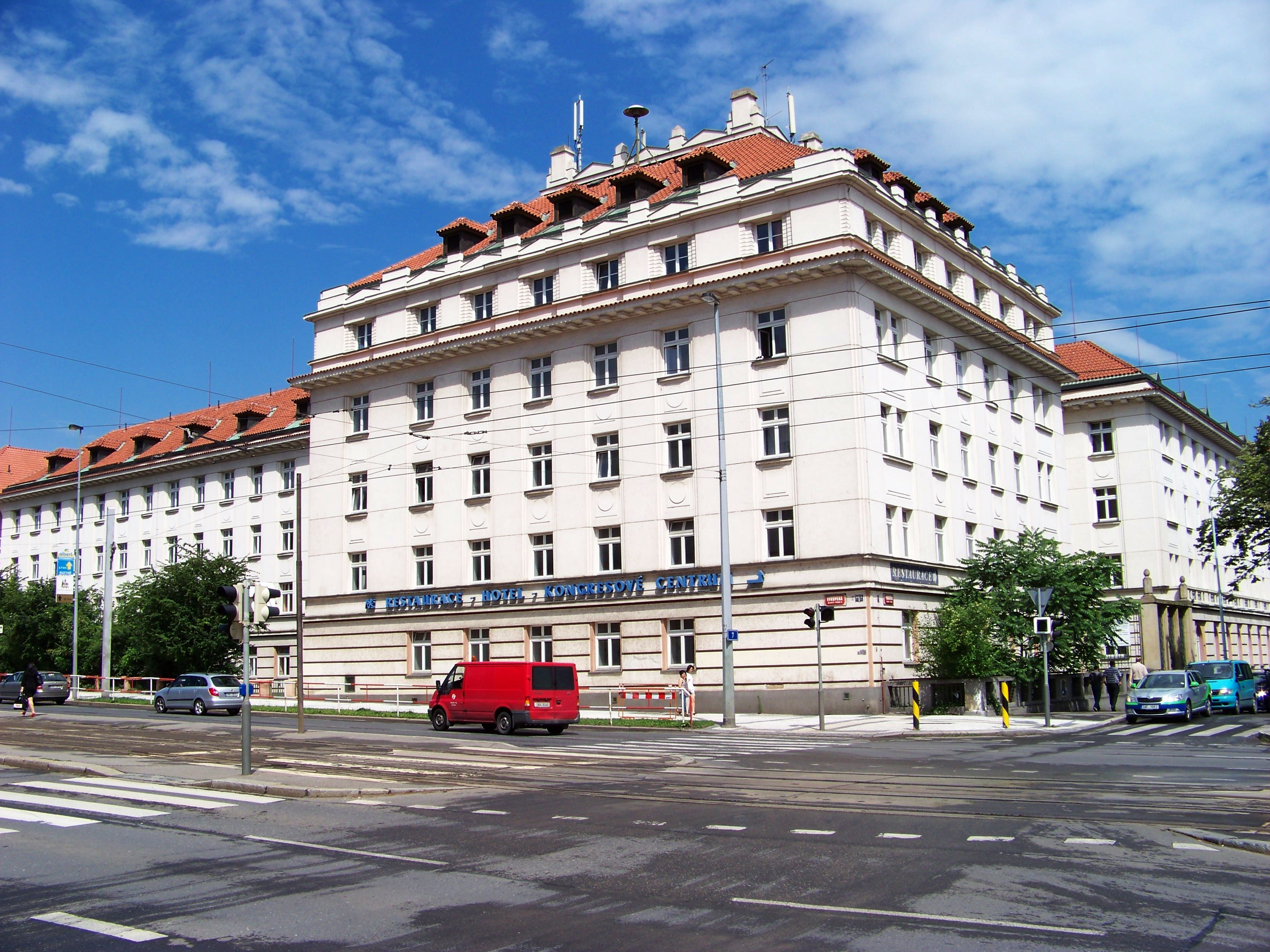
Masarykova kolej ČVUT v Praze Dejvicích

Škola má vlastní stravovací zařízení (menzy) i ubytovací zařízení (koleje) – celkem 8 000 lůžek. Menzy a koleje, i včetně sportovišť, spravuje Správa účelových zařízení (SÚZ).

### Koleje ČVUT
- Strahov (Břevnov)
- Podolí
- Bubeneč
- Dejvická (Dejvice)
- Orlík (Bubeneč)
- Hlávkova kolej (Nové Město)
- Sinkuleho (Dejvice)
- Masarykova kolej (Dejvice)

#### Další ubytovací provozy
- Novoměstský hotel (Nové Město; web)

### Menzy ČVUT
- Studentský dům (kampus Dejvice)
- Technická (budova CIIRC)
- Strahovská (na kolejích Strahov)
- Podolská (na kolejích v Podolí)
- Masarykova kolej (Dejvice, Thákurova)
- Výdejna Karlovo náměstí (Nové Město)
- Menza Kladno (na Fakultě biomedicínského inženýrství)
- Výdejna Horská (na Novém Městě, na Albertově)
- Pizzerie La Fontanella (kampus Dejvice)

### Další stravovací provozy
- MEGA Buf Fat (Fakulta stavební)
- Snack Bar (budova SÚZ, kolej Strahov)
- ArchiCafé (budova FA, Dejvice)

## Studentské organizace
Studentské organizace jsou nedílnou součástí vysokoškolského studentského života a zájem o ně se mezi studenty rok od roku zvyšuje. Aktivity studentských organizací jsou velmi rozmanité, od kulturních a sportovních, přes odborné až po mezinárodní. Členové studentských organizací a klubů vykonávají mnohdy vysoce kvalifikované činnosti spojené s jejich provozem, či s jejich vlastní náplní, a to zpravidla bez nároků na honorář.

### Studentská unie ČVUT
Studentská unie ČVUT (dále jen SU ČVUT) vznikala z iniciativy samotných studentů, zejména z Akademického senátu ČVUT pod vedením tehdejšího místopředsedy AS ČVUT za studenty Jaroslava Kuby za pomoci řady dalších studentů postupně od října 1997. V současné době je tvořena centrálou, kontrolním výborem, kolejními, zájmovými a externími kluby. Rozhodování o budoucnosti SU ČVUT má na starosti parlament Studentské unie ČVUT, který je tvořen patnácti delegáty z řad klubů, delegátem za Akademický senát ČVUT a presidentem unie. SU ČVUT zastupuje studenty před univerzitou a Správou účelových zařízení ČVUT. Taktéž organizuje společenské, kulturní a sportovní akce a podílí se na reprezentaci univerzity v rámci veřejných akcí.
Studentská unie ČVUT zajišťuje:
- Informovanost
  - Průvodce prváka po ČVUT – studentův průvodce životem na ČVUT (v elektronické podobě)
  - Akce prvák – součást Ahoj techniko!, hlavním cílem je usnadnění studia na vysoké školy pro prváky
  - webový portál Student.cvut.cz – slouží pro podporu studia, pro pobavení studentů a informuje o všech akcích, které se na ČVUT pořádají
- Zábavu
  - Strahov Open Air – součást Ahoj techniko!, hudební festival pod širým nebem
  - Studentský ples – maškarní ples, který se koná v prostorách Masarykovy koleje
  - Mezi bloky – hudební festival a největší pravidelná akce pořádaná na Praze 4
  - MayDej – sportovně společenský den plný zábavy
  - Vánoční večírek – společenská akce pořádaná před vánočními svátky
- Volný čas
  - Čajovna – příjemné posezení a široká nabídka nejrůznějších druhů čajů
  - Klub STOlních Her (STOH) – hráčské večery pro každého a turnaje o zajímavé ceny
  - Křesťani – podpora duchovního a osobního rozvoje
  - GALIBI – vysokoškolsky gay-lesbický spolek
  - posilovny a sportoviště – na kolejích
  - Tralalalala – spolek sportovních týmů
- Vzdělávání
  - Cisco Networking Academy – čtyř semestrální vzdělávací program zaměřený na síťové technologie
  - Středisko UNIXových Technologií (SUT) – semináře o operačním systému GNU/Linux a svobodném softwaru jako takovém
  - InstallFest – akce pro zájemce o operační systém GNU/Linux
- Podporu
- Buddy program – přivítání a péče o zahraniční studenty, doprovázeno celou řadou akcí
- koleje – jednání s vedením Správy účelových zařízení ČVUT
  - tiskárny
  - síťové služby
  - studovny, společenské místnosti
- Veletrh iKariéra – veletrh pro studenty, na kterém mají možnost potkat se s firmami (nabídky práce, brigád, diplomových či bakalářských prac

### Kluby Studentské unie ČVUT

#### Kolejní kluby
Starají se o blaho studentů ubytovaných na koleji, poskytují svým členům připojení k internetu a další služby jako tisk dokumentů, vlastní emailovou schránku, webový prostor, digitální televizi po síti jiné projekty. Komunikují s vedením koleje, spravují a půjčují zájmové místnosti. Kromě toho pořádají také různé společenské, sportovní a vzdělávací akce. Za všechny lze jmenovat ten největší, strahovský Silicon Hill.

#### Zájmové kluby
Studenti ČVUT mají své rozličné zájmy a jejich technická duše si čas od času také potřebuje povyrazit. Zájmové kluby přináší do života studentů zábavu, poučení i oddech, ale i sport. Nabízejí jak příjemné prostředí, tak možnost otevřené diskuse na různá témata nebo možnost poměřit síly v různých hrách.

#### Zahraniční kluby
Kluby zahraničního typu se starají o zahraniční studenty, kteří přijedou na ČVUT a pomáhají jim překonávat počáteční obtíže v neznámém prostředí. Také nabízejí studentům vycestovat na praxi do zahraničí, podívat se do světa a něco se přiučit. Aktivity zahraničních klubů jsou však podstatně širší a zahrnují pořádání různých akcí a mnoho dalšího. Zahraniční kluby zahrnují IAESTE, International Student Club ČVUT a BEST.

## Kultura na ČVUT

### Galerie Jaroslava Fragnera
Architektonická Galerie Jaroslava Fragnera funguje v areálu Betlémské kaple od roku 1954, pojmenování na architektovu počest je však používáno až od roku 1968. Výstavní síň patřila od počátku Svazu českých architektů, po roce 1989 ji spravovala nejdříve Obec českých architektů a později Nadace české architektury.[1]  V roce 2020 koupilo budovu s galerií od Nadace české architektury (NČA) České vysoké učení technické v Praze (ČVUT). Nákupem objektu galerie došlo ke sjednocení areálu pod ČVUT, s hlavním cílem vytvořit kulturní prostor v historickém centru Prahy. Více na https://www.gjf.cz/.

### Betlémská beseda – centrum vědy a umění
V Betlémské kapli a přilehlých prostorách působí tzv. Betlémská beseda. Jde o projekt, jehož cílem je atraktivní propojení všech uměleckých směrů v jednom multikulturním centru. Koncept Betlémské besedy je v dokonalém propojení okouzlujícího prostředí v centru města, všech uměleckých směrů, autorů a účinkujících a je spojením zdánlivě nespojitelného. Více na https://www.betlemskabeseda.cz/

### Akademický orchestr ČVUT

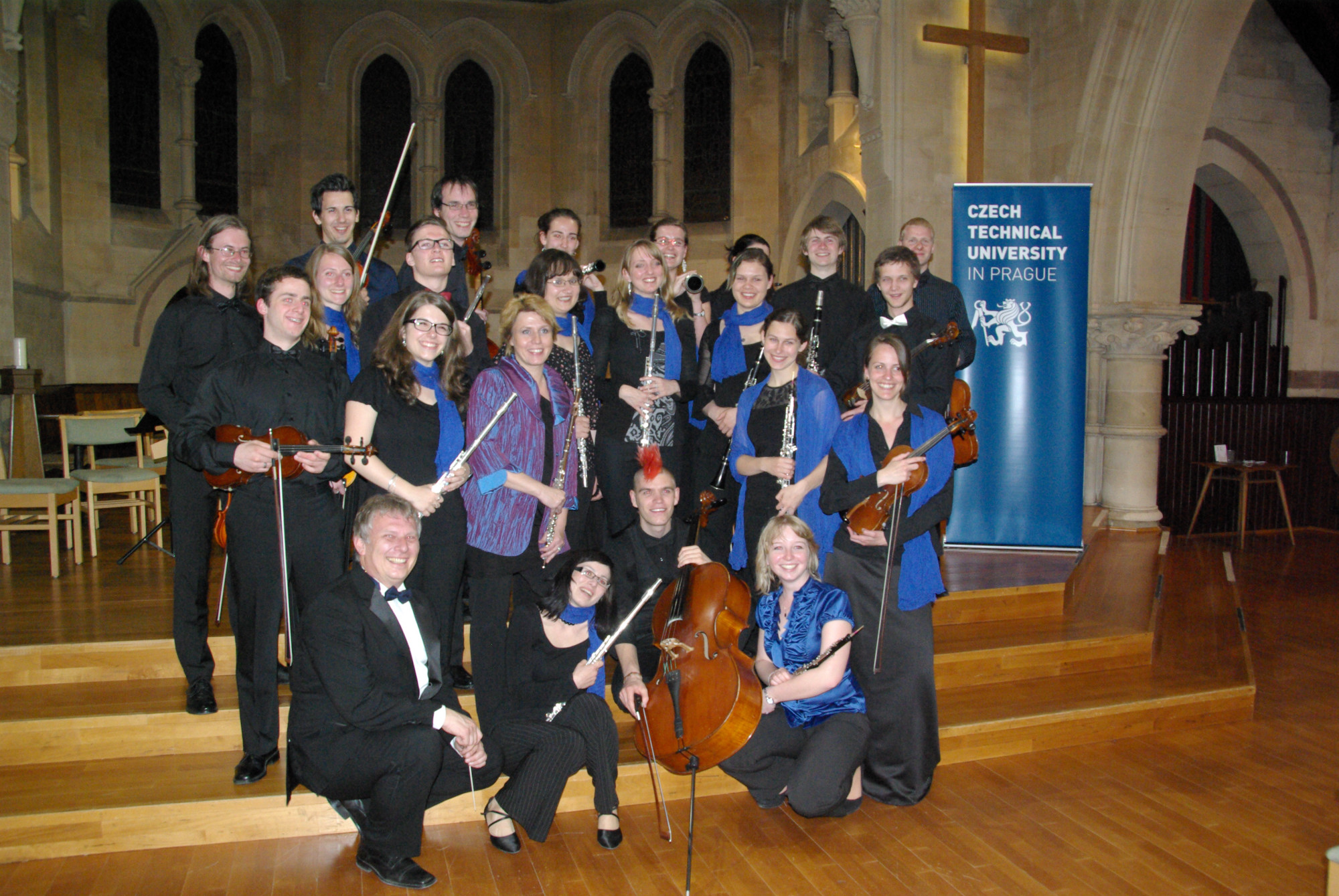
Akademický orchestr ČVUT

Vystoupení britského orchestru a sboru „The Cambridge orchestra and chorus“ v říjnu 2006 na jednom z koncertů konaných k 300. výročí vzniku ČVUT podnítilo prorektora ČVUT prof. Vejražku k předložení návrhu opatření vedoucích ke vzniku orchestru. Dirigentská taktovka byla svěřena Janu Šrámkovi spolu s úkolem budovat reprezentační těleso ČVUT. Zakrátko vznikl malý smyčcový ansámbl a flétnový soubor, který působí i jako samostatné hudební těleso. Orchestr ČVUT je jedinečné hudební univerzitní těleso, které propojuje profesionální mladé umělce, s neprofesionálními hudebníky studující vysokoškolské obory. Aby jejich koncerty byly co nejzajímavější jak pro publikum, tak pro samotné členy orchestru, zvou ke spolupráci vynikající sólisty a renomované hudebníky české hudební scény.
Stálým působištěm orchestru je pražská Betlémská kaple, kde pořádá své pravidelné koncerty. Orchestru se dostává pozvání i k vystoupením mimo akademickou obec ČVUT, např. na podzim 2008 v Senátu České republiky a v září 2009 ve Španělském sále Pražského Hradu. V květnu 2013 soubor vystoupil také na slavné University of Cambridge k příležitosti konání akce Jewels of Czech Music v Emmanuel United Reformed Church.

### Pěvecký sbor
Smíšený Pěvecký sbor ČVUT je uměleckým sdružením s tradicí sahající až k roku 1949. Se svými skoro sto členy patří k největším pražským hudebním tělesům. Kromě studentů, absolventů a profesorů ČVUT jsou v jeho řadách i další zájemci o sborový zpěv nejrůznějších povolání. Přestože jde o amatérský sbor, vystřídalo se během historie v jeho vedení mnoho vynikajících profesionálních hudebníků. Repertoár sboru obsahuje vážnou hudbu od renesance až po současnost, přičemž zvláštní pozornost je věnována hudbě českých autorů. Mimo to se ale sbor nebrání i jiným hudebním žánrům, ať už se jedná o úpravy lidových písní, spirituály, či aranže rockové a populární hudby. Pěvecký sbor ČVUT pravidelně účinkuje na koncertech a hudebních festivalech jak v ČR, tak v zahraničí, přičemž spolupracuje s mnoha profesionálními sólisty a hudebními tělesy (Symfonický orchestr Českého rozhlasu, Severočeská filharmonie Teplice, Hudba Hradní stráže a policie České republiky…) s nimiž vystupuje na předních pražských koncertních pódiích (Dvořákova síň Rudolfina, Smetanova síň Obecního domu, Sál paláce Žofín, Španělský sál Pražského hradu, Katedrála sv. Víta ad.). Sbor již několikrát natáčel pro Českou televizi a bývá zván Kanceláří prezidenta republiky k uměleckému vystupování při slavnostních příležitostech a výročích ČR.
Sbormistrem tělesa je Jan Steyer.

### Symfonický a Komorní orchestr
V roce 1979 byl založen Symfonický orchestr a v roce 1984 pak Komorní orchestr. Obě tělesa vznikla jako orchestry SÚDOP, následně od roku 1990 po dobu cca tří let působila jako orchestry ČSD a v roce 1993 se stala orchestry ČVUT. Byť orchestry původně sdružovaly hráče z řad zaměstnanců SÚDOPu, mohou se dnes do orchestru přihlásit i ti, kteří nejsou s touto firmou spojeni a ani nemusejí být studenty či absolventy ČVUT.
Orchestry jako dirigent vedl Ivo Kraupner, který byl vystřídán Janem Štrosem a od roku 2009 stojí v jeho čele Lukáš Kovařík. Tělesa vystupovala jak v České republice (například v Miličíně či v pražské Betlémské kapli, Smetanově síni Obecního domu nebo Dvořákově síni Rudolfina), tak i v zahraničí (Rakousko, Německo, Španělsko nebo Vatikán). S orchestry spolupracovali též i významní hudebníci (například houslista Čeněk Pavlík).

## Řídící a správní orgány
Vrcholným představitelem a reprezentantem ČVUT navenek je rektor jmenovaný prezidentem republiky.
Rektor má k dispozici jako poradní orgány kolegium rektora (prorektoři, děkani jednotlivých fakult, kvestor, kancléř a předseda AS ČVUT), grémium rektora (členové kolegia, ředitelé součástí ČVUT a místopředseda AS ČVUT za studenty) a vedení ČVUT (rektor, prorektoři, kvestor, kancléř a předseda AS ČVUT). Prorektoři zastupují rektora v oblastech, které jim rektor určí (pro zahraniční vztahy, pro vědeckou a výzkumnou činnost, pro studium a studentské záležitosti, pro rozvoj a pro informační systém). Za výkon své činnosti rektor zodpovídá akademickému senátu, který je samosprávným zastupitelským orgánem, voleným akademickou obcí ČVUT na tříleté funkční období. V senátu je každá fakulta zastoupena třemi akademickými pracovníky a dvěma studenty. Rektorát, vysokoškolské ústavy a další součásti ČVUT jsou dohromady zastoupeny třemi akademickými pracovníky a dvěma studenty. Senát mimo jiné schvaluje vnitřní předpisy, rozpočet předložený rektorem, kontroluje hospodaření a schvaluje výroční zprávu a dlouhodobý záměr. Řízení hospodaření a vnitřní správu školy má na starosti kvestor. Dlouhodobý záměr školy a studijní programy projednává a schvaluje vědecká rada ČVUT, jejímiž členy jsou významní představitelé oborů, ve kterých škola působí.
Na činnost univerzity dohlíží správní rada ČVUT (jmenovaná ministrem školství), která kontroluje hlavně rozpočet či dlouhodobý záměr školy. Každá fakulta má v čele děkana jako nejvyššího představitele, akademický senát fakulty, tedy zastupitelský orgán, který děkana volí, a vědeckou radu, která spravuje studijní plány. Poradním orgánem děkana jsou kolegium děkana a grémium děkana. Svými zástupci pro některé činnosti jmenuje děkan proděkany a svého tajemníka.
Každá fakulta má svou disciplinární komisi, která projednává přestupky studentů zapsaných na dané fakultě. Přestupky studentů ČVUT zapsaných na mimofakultních vysokoškolských ústavech projednává disciplinární komise ČVUT.
Členové akademické obce ČVUT a ostatní zaměstnanci se řídí etickými principy vzájemných vztahů na ČVUT i vztahů vůči společnosti. Souhrn těchto základních principů je zakotven v Etickém kodexu ČVUT. Strategické vize a mise lze nalézt ve Strategii ČVUT.

## Absolventi ČVUT

### Spolek Alumni ČVUT
Spolek absolventů a přátel ČVUT byl založen v roce 2014. Jeho účelem je navázání kontaktu s těmi, kteří na nejstarší a největší technické univerzitě v ČR studovali již před lety a zároveň má ČVUT zájem prostřednictvím spolku udržet kontakt s těmi, kteří teprve absolvovat budou. Absolventi, respektive členové spolku, mají možnost získávat pravidelné informace o dění na své Alma Mater a mohou se tak zúčastňovat akcí (koncerty, plesy, kurzy, přednášky, atd.) pořádaných na ČVUT. Dále mohou navštěvovat pravidelná setkávání, která spolek pro své členy organizuje. Mezi členy spolku jsou nejen ti, kteří již ukončili své studium na ČVUT, ale i studenti a zaměstnanci univerzity, vítáni jsou všichni, kteří mají k Českému vysokému učení technickému v Praze vztah.
Spolek Alumni ČVUT uspořádal v roce 2014 sbírku na podporu realizace klasických píšťalových varhan do Betlémské kaple, která již řadu let slouží všem studentům jako slavnostní brána pro vstup i opuštění univerzity.
Od 7. srpna 1995 působí na ČVUT samostatné občanské sdružení (dnes zapsaný spolek) Masarykova akademie práce, strojní společnost na ČVUT v Praze, hlásící se k odkazu prvorepublikové MAP, tehdy nejvyšší technické badatelské organizace, začleněné v roce 1952 do nově ustavené ČSAV. Vydává časopis Strojař a v letech 1995 až 2015 také organizovala každoroční setkání studentů a pracovníků ČVUT s letci RAF, ve spolupráci s Evropským hnutím v ČR, ve velké posluchárně 256 (resp. 266) na Fakultě strojní v Dejvicích.

### Osobnosti, které na ČVUT studovaly
(Seznam uvádí pouze některá jména, která vešla do hlubšího českého a československého povědomí.)
- Pavel Bobek (1937–2013) – český zpěvák a hudebník; na ČVUT vystudoval architekturu.
- Miloš Čermák (*1968) – český novinář a spisovatel, konzultant a spolumajitel firmy NextBig.cz; na ČVUT vystudoval kybernetiku.
- Dana Drábová (*1961) – česká jaderná fyzička, dlouholetá předsedkyně Státního úřadu pro jadernou bezpečnost.
- Antonín Engel (1879–1957) – český architekt a urbanista.
- Zbyněk Frolík (*1953) – český podnikatel, zakladatel společnosti LINET (jednoho z největších výrobců nemocničních lůžek na světě), viceprezident Svazu průmyslu a dopravy ČR. Na ČVUT vystudoval kybernetiku.
- Václav Havel (1936–2011) – český dramatik, esejista, disident ČSSR, prezident ČSFR i ČR. Ekonomickou fakultu studoval v letech 1955 až 1957.
- Karel Hrdlička (1888–1979) – český konstruktér a manažer, mnoholetý ředitel automobilky ASAP Mladá Boleslav.
- Petr Hrdlička (*1934) – český automobilový konstruktér a vývojář. Jeho nejznámějším dílem je osobní automobil Škoda Favorit.
- Otakar Husák (1885–1964) – český chemik, legionář, ministr obrany ČSR, první ředitel továrny Explosia Semtín.[25]
- Eva Jiřičná (*1939) – česká architektka a designérka.
- Jan Kašpar (1883–1927) – český letec
- Viktor Kotrubenko (*1948) – český jazzový hudebník a skladatel, expert výpočetní techniky; na ČVUT vystudoval kybernetiku.
- František Křižík (1847–1941) – český elektrotechnik; působil coby vynálezce, konstruktér a zakladatel stejnojmenné elektrotechnické společnosti.
- Heinrich Mandel
- František Moravec alias Lou Fanánek Hagen (*1966) – český hudební skladatel, zpěvák a frontman skupiny Tři sestry.
- Vladimir Prelog (1906–1998) – český chemik, profesor ETH Zürich a držitel Nobelovy ceny za chemii za rok 1975.
- František Roith (1876–1942) – český architekt, známý například jako autor budov pro ministerstva, banky a podobné instituce.
- Antonín Turek (1876–1942) – český architekt, představitel novorenesance (Nuselská radnice, Kaple svatého Václava (Praha 10 – Vinohrady) a j.)
- Adolf Vamberský (1888–1951) – český strojař, přednosta zbrojní konstrukce a generální ředitel Škodových závodů v Plzni.
- David Vávra (*1957) – český architekt a herec
- Jan Vejrych (1856–1926) – český architekt, autor desítek budov v neorenesančním a secesním stylu.
- Simon Wiesenthal (1908–2005) – ukrajinský architekt židovského původu, známý spíše díky vyhledávání uprchlých nacistických válečných zločinců a pachatelů holocaustu.

### Významné osobnosti, které na ČVUT působily
- Vladislav Brdlík ministr zemědělství, ministr pro zásobování lidu, vicepresident Masarykovy akademie práce, děkan lesnické fakulty, odborník v oboru lesního a vodního hospodářství, rektor ČVUT v Praze[26]
- František Josef Gerstner, autor projektu koněspřežní železnice z Českých Budějovic do Lince
- Christian Doppler, profesor matematiky a praktické geometrie
- Ivan Puluj, profesor fyziky a jeden ze zakladatelů lékařské radiologie
- Gustav Schmidt, profesor für Maschinenbau (strojírenství), rektor 1868
- Antonín Frič, profesor, paleontolog, zoolog
- Karel Kořistka, profesor, rektor
- Jan Krejčí, profesor geologie
- Josef Zítek, profesor architektury
- Jan Zvoníček, profesor teorie a návrhu parních strojů a kompresorů, rektor
- František Běhounek, profesor fyziky
- Emil Votoček, profesor chemie
- Rudolf Lukeš, profesor organické chemie